# The Mills of the Gods (film 1909)
The Mills of the Gods è un cortometraggio muto del 1909 scritto e diretto da David W. Griffith. Il film, di cui esistono ancora delle copie, fu prodotto dalla Biograph, interpretato da Arthur V. Johnson, Linda Arvidson, Marion Leonard e da un gruppo di attori, team fisso dello studio, tra i quali appaiono alcuni degli attori più noti del cinema muto delle origini, come Owen Moore, Mack Sennett e Henry B. Walthall.

## Trama
Henry Woodson, uno scrittore alle prime armi si trova a dover combattere con agenti ed editori che non ne vogliono sapere delle sue opere. Ormai è disperato ma Hulda, la domestica svedese della pensione dove Henry vive e che è innamorata di lui, prende tutti i suoi poveri risparmi e li offre a un editore per le spese di pubblicazione del manoscritto del giovane autore. L'editore dapprima rifiuta sdegnato. Poi, mosso dalla sincera emozione di Hulda, accetta di leggere il romanzo. Henry verrà sorpreso dall'arrivo di un assegno da parte dell'editore che, dopo aver letto il manoscritto, ha deciso di pubblicarlo.

## Produzione
Il film fu prodotto dalla Biograph Company e venne girato negli studi di New York della Biograph il 17 giugno 1909.

## Distribuzione
Distribuito dalla Biograph Company, il film - un cortometraggio di 205 metri - uscì nelle sale statunitensi il 30 agosto 1909. Nelle proiezioni, veniva programmato con il sistema dello split reel, accorpato in un'unica bobina con un altro cortometraggio prodotto dalla Biograph, la commedia Pranks.
Copie della pellicola sono conservate negli archivi del Museum of Modern Art e della Library of Congress .